# Lütjensee
Lütjensee (en bas allemand Lüttensee) est une commune de l'arrondissement de Stormarn, dans le Land de Schleswig-Holstein, dans le nord de l'Allemagne. Lütjensee fait partie de l'Amt Trittau.